# 松濤街駅
松濤街駅（しょうとうがいえき）は、中華人民共和国江蘇省蘇州市蘇州工業園区に位置する蘇州軌道交通2号線と8号線の駅である。

## 歴史
- 2016年9月24日：開業[1]。

## 隣の駅
蘇州軌道交通
■ 2号線
月亮湾駅- 松濤街駅 -金谷路駅
■ 8号線
仁愛駅- 松濤街駅 -裕新駅